# Thamnobryum pumilum
Thamnobryum pumilum är en bladmossart som beskrevs av B. C. Tan in B. Thiers 1992. Thamnobryum pumilum ingår i släktet rävsvansmossor, och familjen Neckeraceae. Inga underarter finns listade i Catalogue of Life.